# 생마르탱의 코로나19 범유행
다음은 생마르탱의 코로나바이러스감염증-19 범유행에 대한 글이다.

## 연혁
생마르탱에서 한 커플이 3월 1일 코로나바이러스 양성 판정을 받았다. 또한 생바르텔레미에 있는 커플의 아들도 양성 판정을 받았다.

## 같이 보기
- 앵귈라의 코로나19 범유행
- 신트마르턴의 코로나19 범유행